# Cầu Bechyně
Cầu Bechyně, hay Cầu cầu vồng Bechyně (tiếng Séc: Bechyňský most Duha - tên gọi ban đầu: Cầu Jubilee (Jubilejní most)) là một trong những cây cầu vòm độc đáo, có kết cấu bê tông cốt thép, bắc qua sông Lužnice, tọa lạc ở thị trấn Bechyně, thuộc huyện Tábor, vùng Nam Bohemia, Cộng hòa Séc. Cây cầu này có tên trong danh sách di tích văn hóa quốc gia.

## Mô tả
Cầu Bechyně có kết cấu bê tông cốt thép, với tổng chiều dài là 190,5 mét, và chiều rộng đạt 8,9 mét, được thiết kế dành cho cả giao thông đường bộ và đường sắt. Cây cầu thuộc Tuyến đường 122 của Cộng hòa Séc (Týn nad Vltavou - Bechyně - Opařany) và tuyến đường sắt từ Tábor - Bechyně.

## Lịch sử
Trong giai đoạn 1902 - 1903, một tuyến đường sắt dành cho xe điện chạy giữa Tábor và Bechyně được xây dựng, dựa theo thiết kế của František Křižík (một kỹ thuật viên kiêm nhà phát minh). Để mở rộng tuyến đường sắt này, cầu Bechyně đã được xây dựng từ tháng 5 năm 1926 đến mùa hè năm 1928. Người thiết kế công trình này là Ing. Dr. Eduard Viktora. Vào ngày 28 tháng 10 năm 1928, cây cầu chính thức được khánh thành.

## Hình ảnh

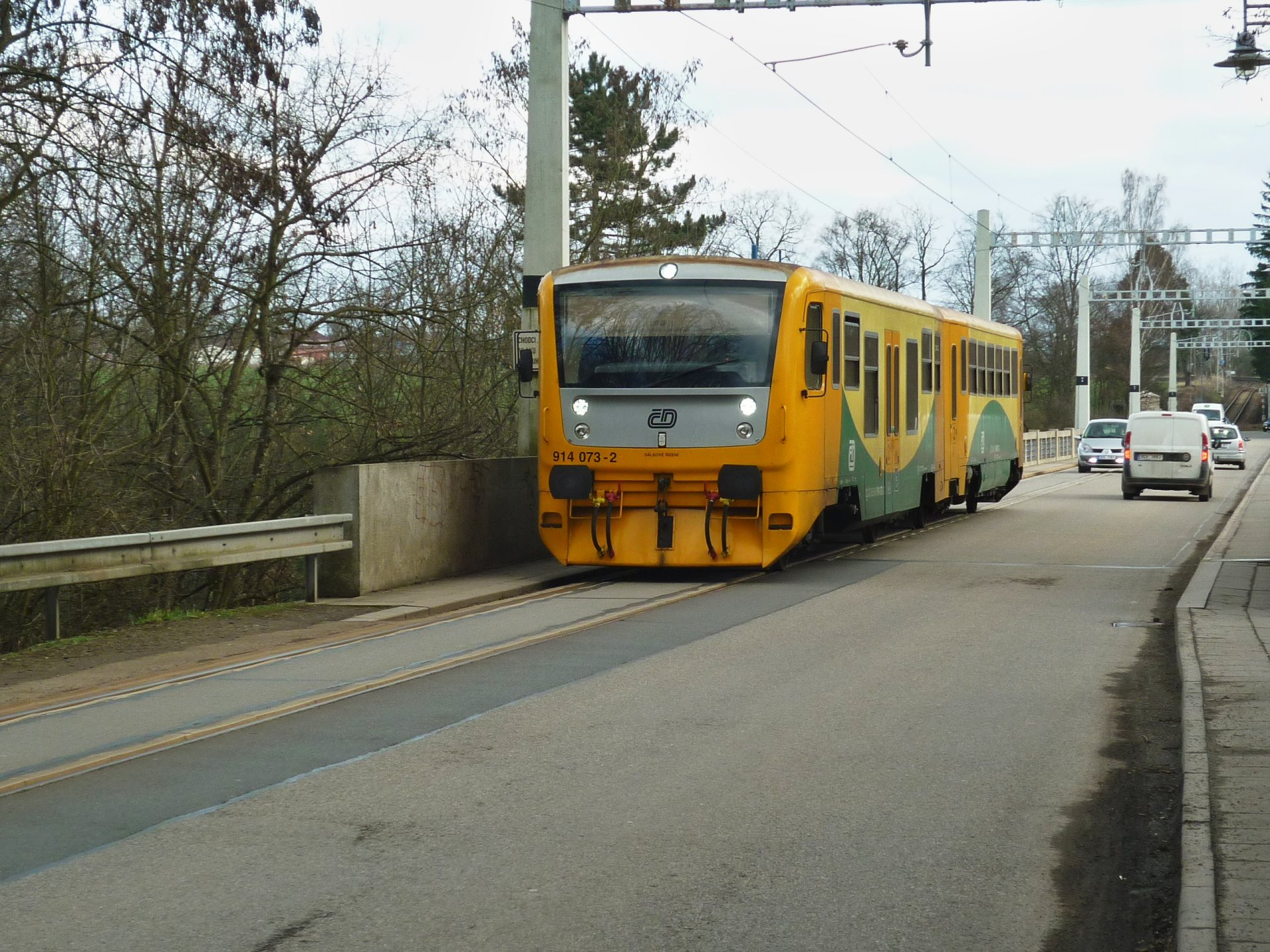
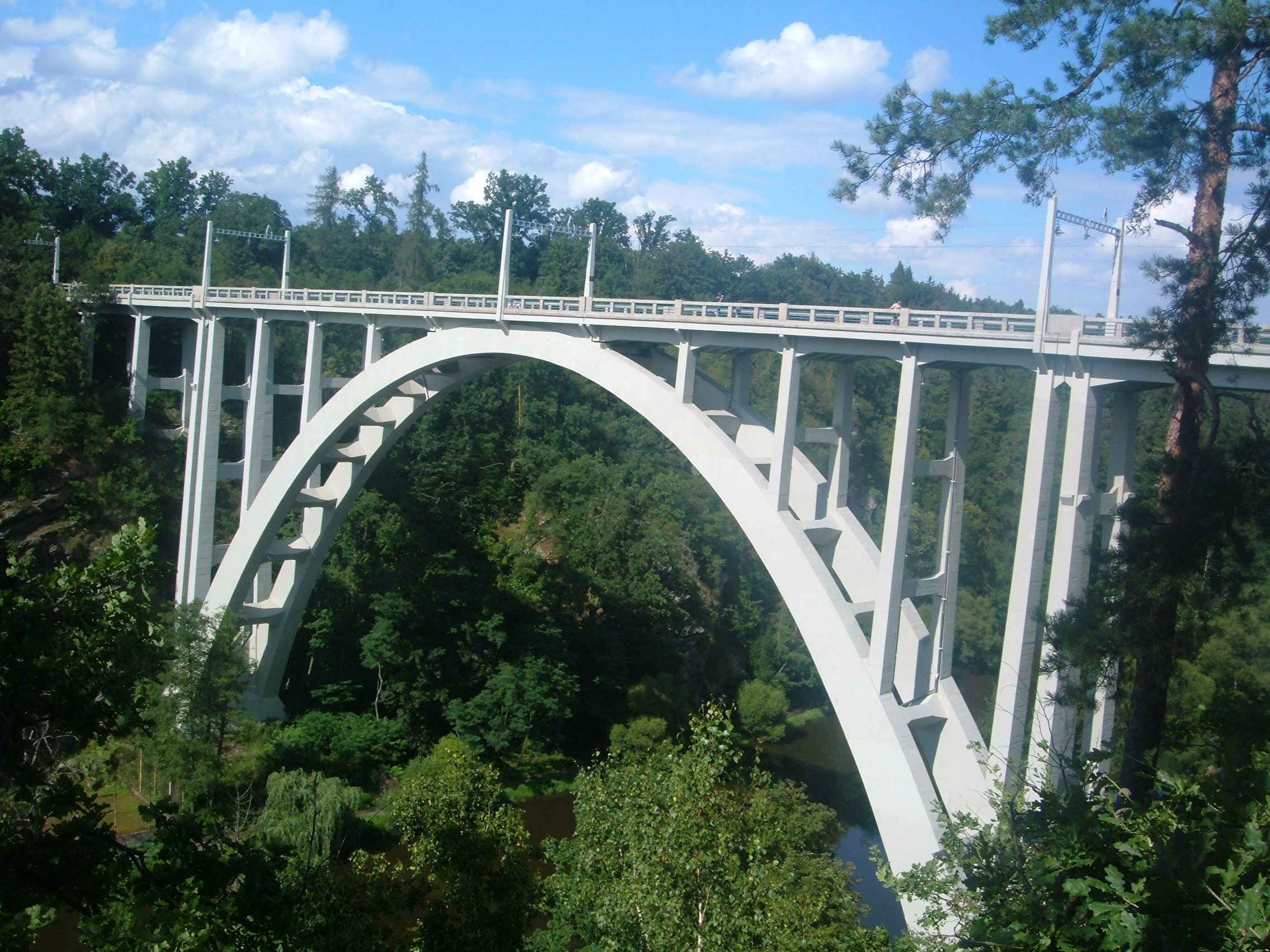
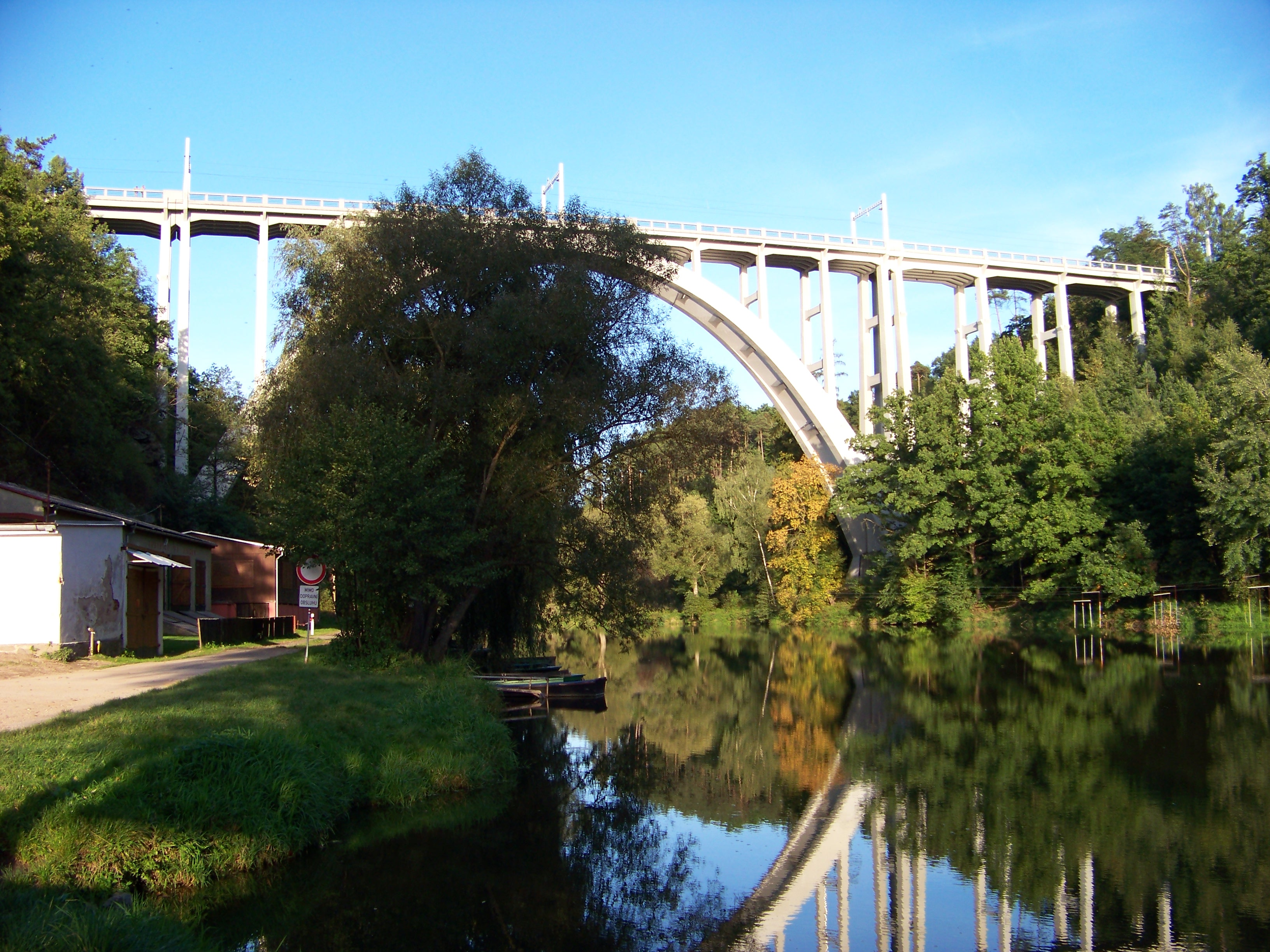